# 래브라도해

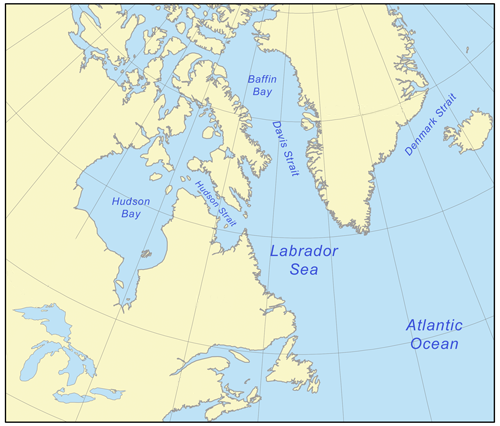
래브라도 해

래브라도 해(Labrador Sea, 프랑스어: mer du Labrador)는 래브라도와 그린란드 사이의 바다이다. 중심부의 평균 깊이는 1,898m이고 최대 깊이는 4,316m다. 북쪽으로 데이비스 해협을 통해 배핀만과, 서쪽으로 허드슨 해협을 통해 허드슨만과 연결된다.

## 래브라도 해령
래브라도 중앙 해령(Mid-Labrador Ridge)은 신생대 고제3기에 존재했던 북아메리카판과 그린란드판의 경계이다. 그린란드 남부에서 데이비스 해협까지 연장된다. 약 4천만년 전에 활동을 멈추었다.

## 같이 보기
- 래브라도 해류
- 래브라도반도